# Eparchie jekatěrinodarská
Eparchie jekatěrinodarská je eparchie ruské pravoslavné církve nacházející se v Rusku.

## Území a titul biskupa
Zahrnuje správní hranice území městských okruhů Krasnodar a Gorjačij Ključ a také Abinského, Apšeronského, Belorečenského, Dinského, Krasnoarmejského a Severského rajónu Krasnodarského kraje.
Eparchiálnímu biskupovi náleží titul biskup jekatěrinodarský a kubáňský.

## Historie
Od počátku přesídlení černomořských kozáků na Kubáň (1792-1794), zůstali církevně v péči jekatěrinoslavských a chersonsko-tavrických biskupů.
V letech 1799-1820 bylo kubáňské duchovenstvo přímo podřízeno astrachaňské eparchii.
Byly vytvořeny eparchie donská a kavkazská, následně Novočerkassk a Georgijevsk, které zahrnovaly oblast Kavkazu s černomořským vojskem.
Dne 4. dubna 1842 Svatý synod zřídil samostatnou kavkazskou eparchii a její biskup získal titul biskup kavkazský a černomořský. Této eparchii bylo podřízeno duchovenstvo kavkazské lineární kozácké armády a duchovenstvo zakubáňských vesnic bylo převedeno do podřízenosti hlavního kněze kavkazské armády. Od 30. července 1867 byl biskup titulován jako kavkazský a jekatěrinodarský.
Roku 1885 byla rozdělena kavkazská a jekatěrinodarská eparchie. Farnosti Terské oblasti přešly do vladikavkazské eparchie a Černomořský okruh do Eparchie Suchumi gruzínského exarchátu. Hlavní část bývalé kavkazské eparchie, která zahrnovala Kubáňskou oblast a Stavropolskou gubernii se stala stavropolskou eparchií.
Dne 5. ledna 1906 zaslal stavropolský biskup Agafodor (Preobraženskij) žádost Svatému synodu o oddělení a vznik eparchie Jekatěrinodar s hranicemi Kubáňské oblasti.
Dne 25. prosince 1907 byl Svatým synodem zřízen jejský vikariát stavropolské eparchie, který zahrnoval Kubáňskou oblast a sídlem biskupa se stal Jekatěrinodar. Prvním biskupem vikariátu se stal rektor Astrachaňského teologického semináře archimandrita Ioann (Levickij).
Dne 30. září 1916 získal jejský biskup výnosem Svatého synodu zvláštní pravomoce a 12. října 1916 se stal biskupem kubáňským a jekatěrinodarským.
V květnu roku 1919 byla na území vikariátu zřízena samostatná kubáňská eparchie oddělením území od stavropolské eparchie. Rozhodnuto nabylo platnosti 18. června 1919 výnosem Prozatímní církevní správy na jihovýchodě Ruska
Po roce 1922 trpěla eparchie renovací. V letech 1927-1930 byly zlikvidovány monastýrrké skity v horách západního Kavkazu a někteří mniši byli zatčeni.
Dne 26. února 1994 byla Svatým synodem zřízena z části území eparchie nová eparchie majkopská.
Dne 12. března 2013 byly Svatým synodem z části území eparchie zřízeny nové eparchie Novorossijsk, Jejsk, Armavir. Tichoreck. Tyto eparchie se staly součástí nově vzniklé kubáňské metropole.
Do roku 2016 byly farnosti v Arménii podřízeny eparchii.
Dne 28. prosince 2018 Svatý synod přidělil území města Soči a rajónu Tuapse nově vzniklé eparchii sočinské.

## Seznam biskupů

### Kubáňský vikariát stavropolské eparchie
- 1916–1919 Ioann (Levickij)

### Kubáňská a jekatěrinodarská eparchie
- 1919–1919 Ioann (Levickij)
- 1919–1919 Dimitrij (Verbickij), eparchii nepřevzal
- 1919–1920 Antonij (Chrapovickij), dočasný administrátor
- 1920–1920 Sergij (Lavrov), nepřevzal eparchii
- 1920–1920 Veniamin (Fedčenkov), dočasný administrátor území černomořské eparchie osvobozeného od Bolševiků
- 1920–1920 Nikodim (Krotkov), dočasný administrátor území kubáňské a černomořské eparchie osvobozeného od Bolševiků, svatořečený mučedník
- 1920–1921 Filipp (Gumilevskij), vikář jejský
- 1921–1923 Ioann (Levickij), přiklonil se k renovacionismu
- 1923–1927 Innokentij (Leťjajev), místně svatořečený mučedník
- 1927–1933 Feofil (Bogojavlenskij)
- 1933–1933 Feodosij (Vaščinskij), nepřevzal eparchii
- 1933–1936 Pamfil (Ljaskovskij)
- 1936–1937 Sofronij (Arefjev)
- 1942–1943 Nikodim (Gontarenko)
- 1943–1944 Fotij (Topiro)
- 1945–1949 Flavian (Ivanov)
- 1949–1954 Germogen (Kožin)
- 1954–1954 Nikandr (Voljannikov)
- 1954–1954 Innokentij (Zelnickij)
- 1954–1956 Boris (Vik), dočasný administrátor
- 1956–1956 Sergij (Kostin), dočasný administrátor
- 1956–1966 Viktor (Svjatin)
- 1966–1966 Michail (Čub), dočasný administrátor
- 1966–1978 Alexij (Konopljov)
- 1978–1980 Germogen (Orechov)
- 1980–1987 Vladimir (Kotljarov)
- 1987–2020 Isidor (Kiričenko)
- 2020–2020 Kirill (Pokrovskij), dočasný administrátor
- 2020–2021 Pavel (Ponomarjov)
- 2021–2023 Grigorij (Petrov)
  - 2023–2023Kirill (Pokrovskij) dočasný správce
- od 2023 Vasilij (Kulakov)